# Cerkiew Złożenia Szat Matki Bożej w Koniuszy
Cerkiew Złożenia Szat Matki Bożej w Koniuszy – drewniana filialna cerkiew greckokatolicka, znajdująca się obecnie pod opieką parafii Narodzenia NMP w Kormanicach.
Zbudowana w 1901, należała do parafii greckokatolickiej w Kłokowicach.

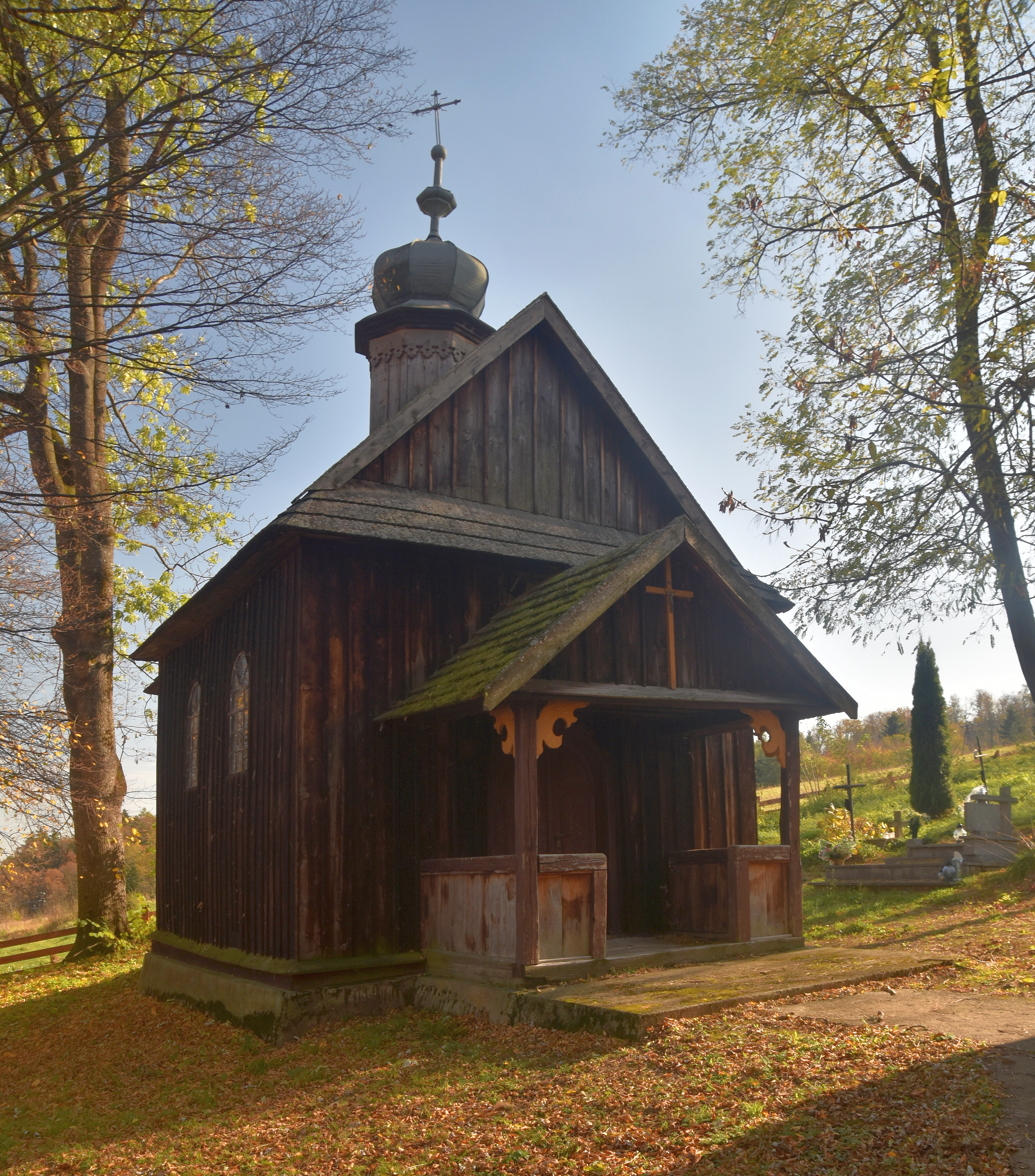
Elewacja zachodnia
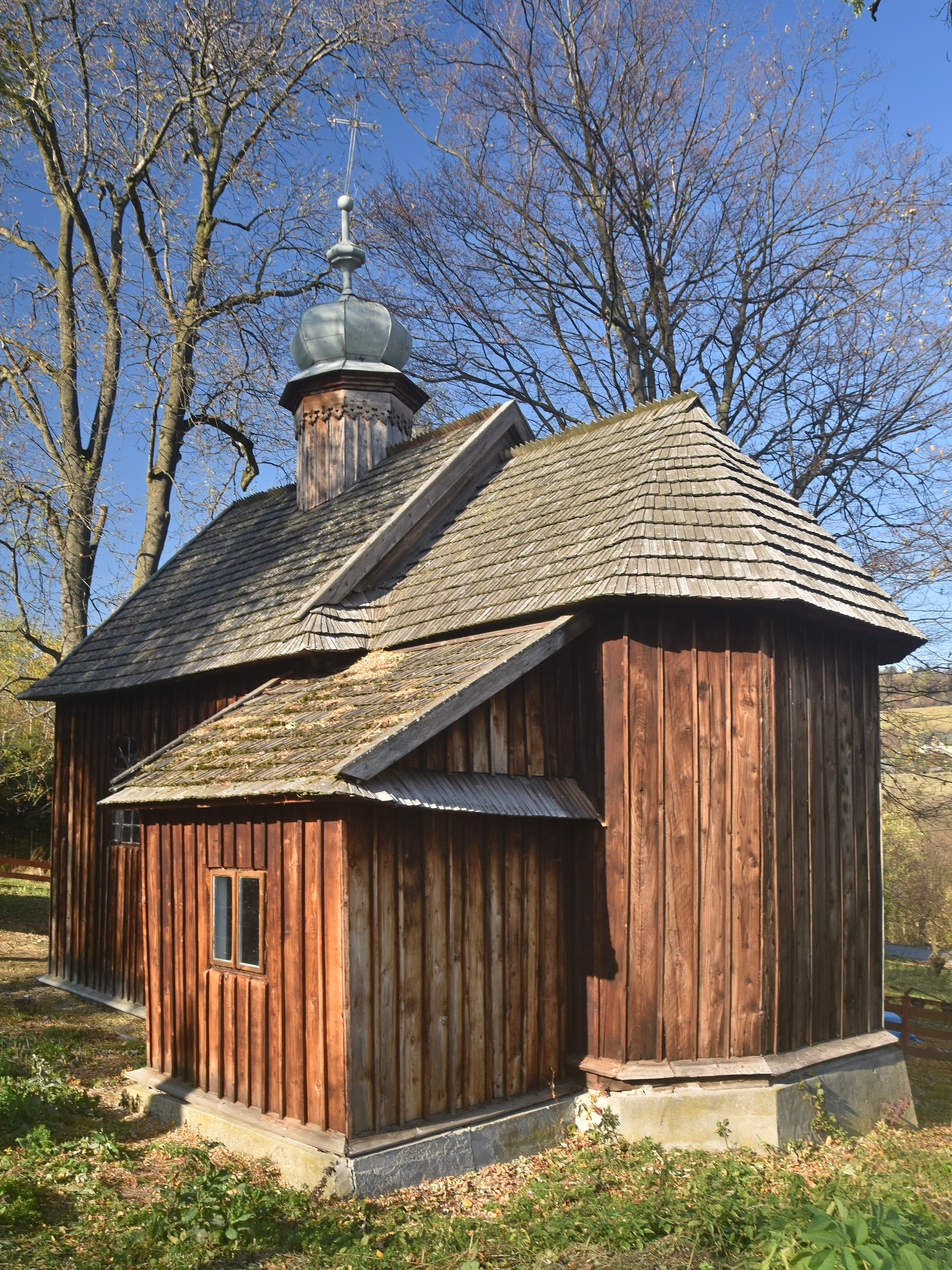
Widok od prezbiterium
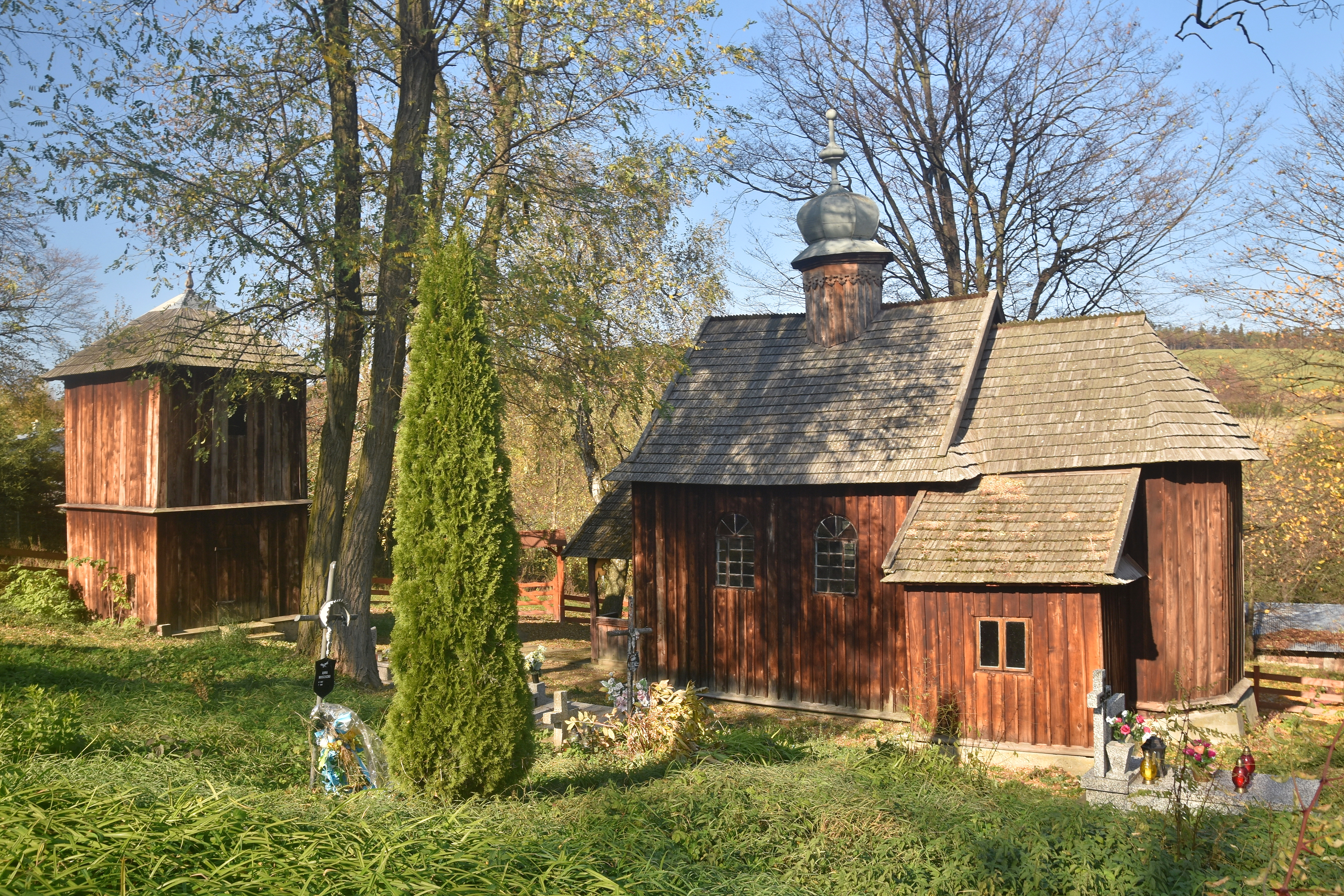
Elewacja południowa